# Rutger Koppelaar
Rutger Koppelaar (* 1. Mai 1993 in Dordrecht) ist ein niederländischer Leichtathlet, der sich auf den Stabhochsprung spezialisiert hat.

## Leben
Rutger Koppelaar versuchte sich frühzeitig in unterschiedlichen Sportarten, darunter Turnen, Skateboarding, Karate, BMX und Fußball. Als Kind war er sehr aufgeweckt und konnte kaum stillsitzen, weshalb ihn seine Mutter, damals Leichtathletiktrainerin in Dordrecht, zum Probetraining mitnahm. Dort übernahm seine ältere Schwester Kelly die zunächst die Trainingseinheiten und er entdeckte schnell seine Faszination für den Stabhochsprung. Im Alter von 12 Jahren bestritt er seinen ersten Wettkampf in dieser Disziplin. 
Koppelaar gilt als schüchtern und wortkarg und wird wegen seiner mitunter unüberlegten Aussagen als „Enfant Terrible“ beschrieben. Er ist Vater einer Tochter.

## Sportliche Laufbahn
Koppelaar trat 2011 das erste Mal im Stabhochsprung bei den Niederländischen Meisterschaften der Erwachsenen an und belegte im Finale den zehnten Platz. 2012 gewann er im Februar die Goldmedaille bei den Niederländischen U20-Hallenmeisterschaften. Im Mai übersprang er zum ersten Mal die Marke von 5 Metern und etablierte seine Bestleistung bei 5,20 m. Einen Monat später wurde er Fünfter bei den nationalen Meisterschaften, bevor er einen weiteren Monat später bei den U20-Weltmeisterschaften in Barcelona an den Start ging. Dort übersprang er in der Qualifikation lediglich 4,95 m und verpasste damit den Einzug in das Finale. 2013 steigerte er sich auf 5,31 m. Im Juli trat er bei den U23-Europameisterschaften in Tampere an. Dort übersprang er 5,20 m, die nicht für den Einzug in das Finale reichten. Rund eine Woche später verbesserte er sich bei den Niederländischen Meisterschaften auf 5,42 m, womit er seinen ersten nationalen Titelgewinn feierte.
2014 wurde Koppelaar Ende Mai bei einem Wettkampf in Soest, die Einnahme einer verbotenen Substanz nachgewiesen. Er bestritt eine Absicht, wurde anschließend dennoch, nachdem auch die B-Probe positiv war, rückwirkend vom Niederländischen Leichtathletik-Verband für zwei Jahre bis zum 17. Juli 2016 gesperrt. Damit wurde er von einer Teilnahme an den Europameisterschaften in Zürich ausgeschlossen. Nach Ablauf seiner Sperre trat Koppelaar ab Ende Juli im Nachbarland Belgien zu seinen ersten Wettkämpfen wieder an. 2017 steigerte er sich in der Halle auf 5,65 m, in der Freiluft auf übersprungene 5,60 m. In jenem Jahr wurde er zum ersten Mal Niederländischer Hallenmeister. Ein Jahr später übersprang er Ende Juni in Leiden die Marke von 5,70 m und qualifizierte sich damit für seine erste Teilnahme an den Europameisterschaften, bei denen er im August in Berlin an den Start ging. Dort schaffte er es in der Qualifikation anschließend nicht über 5,16 m hinaus zu kommen und schied damit vorzeitig aus. Auch 2019 konnte er sich erneut leicht verbessern und war damit zum ersten Mal für die Weltmeisterschaften qualifiziert. In Doha übersprang er 5,45 m in der Qualifikation und schied damit aus. 2020 stellte Koppelaar im Februar bei seinem zweiten nationalen Hallenmeistertitelgewinn mit 5,75 m eine neue Bestleistung auf. 2021 übersprang er am letzten Junitag auch in der Freiluft die Marke von 5,75 und schaffte es sich über seine Platzierung in der Weltrangliste für die Olympischen Sommerspiele in Tokio zu qualifizieren, womit er sich seinen größten sportlichen Traum erfüllte.
Im September 2021 konnte er das 39. Marktplatzspringen in Recklinghausen für sich entscheiden und dabei seine Freiluftbestleistung auf 5,80 m steigern.
2022 trat Koppelaar zu seinen zweiten Weltmeisterschaften an. In der Qualifikation übersprang er 5,65 und verpasste als insgesamt Dreizehntplatzierter nur knapp das Finale der zwölf Besten. Einen Monat später trat er bei den Europameisterschaften in München an. Im Finale übersprang er 5,75 und stellte damit eine neue Saisonbestleistung auf. Damit landete er auf dem vierten Platz, da er, im Gegensatz zum drittplatzierten Norweger Pål Haugen Lillefosse, bei gleicher Höhe die größere Anzahl an Fehlversuchen hatte.
Koppelaar gewann im Laufe seiner Leichtathletikkarriere bislang insgesamt sechs nationale Meistertitel, fünf Mal in der Freiluft (2013, 2018–2019, 2021–2022) und zweimal in der Halle (2017, 2020).

## Wichtige Wettbewerbe
| Jahr                    | Veranstaltung             | Ort                     | Platz                   | Disziplin               | Höhe                    |
| Startet für Niederlande | Startet für Niederlande   | Startet für Niederlande | Startet für Niederlande | Startet für Niederlande | Startet für Niederlande |
| ----------------------- | ------------------------- | ----------------------- | ----------------------- | ----------------------- | ----------------------- |
| 2012                    | U20-Weltmeisterschaften   | Barcelona               | 20.                     | Stabhochsprung          | 4,95 m                  |
| 2013                    | U23-Europameisterschaften | Tampere                 | 9. (Qualifikation)      | Stabhochsprung          | 5,20 m                  |
| 2018                    | Europameisterschaften     | Berlin                  | 31.                     | Stabhochsprung          | 5,16 m                  |
| 2019                    | Weltmeisterschaften       | Doha                    | 23.                     | Stabhochsprung          | 5,45 m                  |
| 2022                    | Weltmeisterschaften       | Eugene                  | 13.                     | Stabhochsprung          | 5,65 m                  |
| 2022                    | Europameisterschaften     | München                 | 4.                      | Stabhochsprung          | 5,75 m                  |

## Persönliche Bestleistungen
Freiluft
- Stabhochsprung: 5,81 m, 28. August 2022, Leverkusen

Halle
- Stabhochsprung: 5,82 m, 8. Februar 2023, Toruń